# Circondario dell'Algovia Orientale
Il circondario dell'Algovia Orientale (in tedesco: Landkreis Ostallgäu) è un circondario della Baviera, in Germania.
Confina con gli altri circondari di Oberallgäu, Unterallgäu, Augusta, Landsberg am Lech, Weilheim-Schongau e Garmisch-Partenkirchen, e con la regione austriaca del Tirolo a sud. La città di Kaufbeuren è un'enclave indipendente che si trova all'interno del circondario.
Fa parte del distretto governativo della Svevia.

## Geografia fisica
Letteralmente "Ostallgäu" significa "Allgäu dell'Est"; "Allgäu" o "Algovia" è il termine con cui viene chiamata una parte della catena montuosa delle Alpi in Svevia che comprende anche la catena collinare minore situata più a nord.
Il circondario si estende dalla cresta delle Alpi a sud alla regione collinare del nord. È attraversata dal fiume Wertach, un affluente del Lech. A sud sono presenti numerosi laghi alpini, tra cui il più esteso è il Forggensee (16 km²).

## Storia
Prima del 1803 la piccola regione era divisa in staterelli ancora più piccoli; per la maggior parte erano stati clericali. Quando nel 1803 gli stati si dissolsero e scomparirono, Ostallgäu divenne una regione della Baviera. Nei re di Baviera ben presto maturarò l'amore proprio per questa regione del loro regno; e così fondarono i famosi castelli, il castello di Neuschwanstein e il castello di Hohenschwangau. Il territorio divenne un circondario quando si unirono le precedenti micro-regioni di Marktoberdorf e Füssen.

## Città e comuni
(Abitanti il 31 dicembre 2023)
| Comuni del circondario | Città 1. Buchloe (14 119) 2. Füssen (16 072) 3. Marktoberdorf (19 033) Comuni mercato 1. Irsee (2 638) 2. Kaltental (1 789) 3. Nesselwang (3 845) 4. Obergünzburg (6 543) 5. Ronsberg (1 720) 6. Unterthingau (2 900) 7. Waal (2 397) Comunità amministrative 1. Comunità amministrativa di Biessenhofen (Aitrang, Bidingen, Biessenhofen e Ruderatshofen) 2. Comunità amministrativa di Buchloe (Buchloe, Waal, Jengen e Lamerdingen) 3. Comunità amministrativa di Eggenthal (Baisweil, Eggenthal e Friesenried) 4. Comunità amministrativa di Obergünzburg (Obergünzburg, Günzach e Untrasried) 5. Comunità amministrativa di Pforzen (Irsee. Pforzen e Rieden) 6. Comunità amministrativa di Roßhaupten (Rieden a.Forggensee e Roßhaupten) 7. Comunità amministrativa di Seeg (Eisenberg, Hopferau, Lengenwang, Rückholz, Seeg e Wald) 8. Comunità amministrativa di Stötten am Auerberg (Rettenbach a.Auerberg e Stötten a.Auerberg) 9. Comunità amministrativa di Unterthingau (Unterthingau, Görisried e Kraftisried) 10. Comunità amministrativa di Westendorf (Kaltental, Oberostendorf, Osterzell, Stöttwang e Westendorf) | Comuni 1. Aitrang (2 085) 2. Baisweil (1 388) 3. Bidingen (1 898) 4. Biessenhofen (4 308) 5. Eggenthal (1 456) 6. Eisenberg (1 237) 7. Friesenried (1 585) 8. Germaringen (4 020) 9. Görisried (1 382) 10. Günzach (1 414) 11. Halblech (3 611) 12. Hopferau (1 268) 13. Jengen (1 573) 14. Kraftisried (935) 15. Lamerdingen (2 225) 16. Lechbruck am See (2 844) 17. Lengenwang (1 531) 18. Mauerstetten (3 285) 19. Oberostendorf (1 537) 20. Osterzell (737) 21. Pforzen (2 420) 22. Pfronten (8 449) 23. Rettenbach am Auerberg (903) 24. Rieden (1 385) 25. Rieden am Forggensee (1 408) 26. Roßhaupten (2 295) 27. Rückholz (996) 28. Ruderatshofen (1 755) 29. Schwangau (3 453) 30. Seeg (3 103) 31. Stötten am Auerberg (1 996) 32. Stöttwang (1 936) 33. Untrasried (1 702) 34. Wald (1 173) 35. Westendorf (1 953) |